# Vanimo
Vanimo ist die Hauptstadt der Provinz Sandaun in Papua-Neuguinea, kurz vor der Grenze zum indonesischen Westneuguinea. Als Vanimo bezeichnet man auch eine Untergruppe Sko-Sprachen, die im Vanimo-Green River Distrikt gesprochen werden.

## Geographie
Vanimo ist auf einer Halbinsel, die durch einen schmalen Isthmus vom Festland Neuguineas getrennt ist. Die Halbinsel trennt den westlich gelegenen Vanimo Harbour (ehemals deutsch Angriffshafen) und die östlich gelegene Daumlinge Bay (ehemals Däumlinge Bucht) und ist inklusive des Isthmus ca. drei Kilometer lang und an der breitesten Stelle ca. zwei Kilometer breit. Der nördlichste Punkt ist das Cape Concordia. Innerhalb des Vanimo Harbour liegt östlich die Dakriro Bay, der natürliche Hafen des Ortes.
|                       | Jan   | Feb   | Mär   | Apr   | Mai   | Jun   | Jul   | Aug   | Sep   | Okt   | Nov   | Dez   |   |         |
| Mittl. Tagesmax. (°C) | 30,6  | 30,2  | 30,6  | 30,9  | 31,2  | 31,0  | 30,7  | 30,6  | 30,8  | 31,4  | 31,2  | 30,9  | ⌀ | 30,8    |
| Mittl. Tagesmin. (°C) | 24,3  | 24,3  | 24,3  | 24,5  | 24,6  | 24,3  | 24,1  | 24,0  | 24,1  | 24,4  | 24,3  | 24,5  | ⌀ | 24,3    |
|                       |       |       |       |       |       |       |       |       |       |       |       |       |   |         |
| Niederschlag (mm)     | 320,8 | 206,8 | 265,0 | 278,2 | 239,3 | 216,4 | 215,0 | 182,8 | 128,2 | 132,8 | 201,4 | 214,8 | Σ | 2.601,5 |
|                       |       |       |       |       |       |       |       |       |       |       |       |       |   |         |
| Regentage (d)         | 19    | 21    | 20    | 18    | 21    | 16    | 18    | 15    | 19    | 17    | 16    | 20    | Σ | 220     |

| 24,3 |

| 24,3 |

| 24,3 |

| 24,5 |

| 24,6 |

| 24,3 |

| 24,1 |

| 24,0 |

| 24,1 |

| 24,4 |

| 24,3 |

| 24,5 |

| 24,3 |

| 24,3 |

| 24,3 |

| 24,5 |

| 24,6 |

| 24,3 |

| 24,1 |

| 24,0 |

| 24,1 |

| 24,4 |

| 24,3 |

| 24,5 |

## Geschichte und Kultur
1967 wurde Vanimo zur Hauptstadt der späteren Sandaun-Provinz, damals West-Sepik. Früheste Siedlungsspuren finden sich westlich von Vanimo. Sie datieren weit über zehntausend Jahre zurück. Vanimo hatte mindestens seit dem Jahr 250 wirtschaftlichen Kontakt zu den Molukken und nach Seram. Der Hafen von Vanimo wurde als Anlegestelle für Handelsexpeditionen der indonesischen Fürsten und Sultans genutzt. Diese schickten Expeditionen weit in das Hinterland hinein, um an die begehrten Paradiesvogelfedern zu kommen. Solche Jagd- und Handelsexpeditionen fanden noch bis in das frühe 20. Jahrhundert statt.
Am 11. August 1827 versuchte der Franzose Dumont d’Urville, in Vanimo an Land zu gehen, wurde aber von zwanzig Kanus angegriffen, woraufhin er die Bucht Anse de l'attaque (deutsch: Angriffshafen) nannte. Am 15. Mai 1885 ging Otto Finsch, der Namensgeber von Finschhafen, hier an Land. Zu dem Zeitpunkt war Eisen in Sandaun bereits bekannt, was auf weitere Handelskontakte mit der Außenwelt hin deutet. 1900 gründeten die Deutschen eine Handelsstation am Hafen von Vanimo, der zu dieser Zeit, nach der Episode mit Dumont d’Urville, Angriffshafen (heute Vanimo Harbour) genannt wurde.
Bereits in den vorangegangenen Jahren hatten sie in der Gegend Plantagenarbeiter angeworben und verschiedene Expeditionen in der Nähe unternommen. Später wurde die Bucht Teil der deutschen Kolonie Neuguinea. Über eine Nutzung der Bucht als Hafen bzw. des umliegenden Landes für Plantagen zu dieser Zeit ist nichts bekannt. Nach dem Ersten Weltkrieg fiel das Kaiser-Wilhelms-Land und damit auch der Ort als Treuhandgebiet an Australien.
1927 bis 1936 unterhielt die australische Kolonialverwaltung einen kleinen Polizeiposten in Vanimo. 1936 wurde auch die katholische Missionsstation gegründet. Während des Zweiten Weltkrieges wurde die Stadt zu einem wesentlichen Landungsplatz für die japanische Armee, worauf sich die australischen und katholischen Organisationen zurückzogen. Erst nach dem Krieg, als die christlichen Missionare zurückkehrten, konnte das Christentum breiten Fuß fassen. Seit 1992 hat sie ein indonesisches Konsulat.

### Religionen
Etwa ein Drittel der Einwohner Vanimos bekennen sich zur römisch-katholischen Kirche.

### Einwohnerentwicklung
Seit Beginn des Holzeinschlags im Hinterland ist Vanimo auf ein Vielfaches seiner ursprünglichen Größe angewachsen. An verschiedenen Stellen haben sich halb-legale Siedlungen Zugewanderter aus anderen Teilen der Provinz und des Landes gebildet, in Papua-Neuguinea als „Settlement“, im Gegensatz zu den ursprünglichen Dörfern, bekannt.

## Natur und Sehenswürdigkeiten

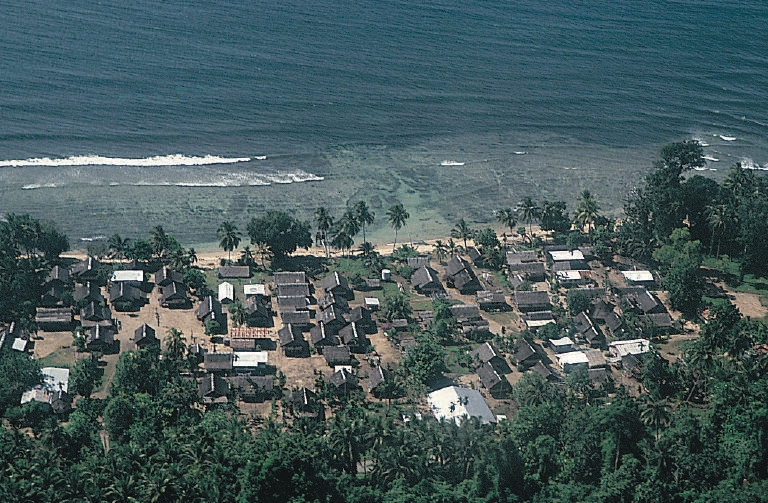
Dorf in der Nähe von Vanimo

Die Küste zwischen Vanimo und der indonesischen Grenze ist voll zahlreicher fantastischer Strände, Lagunen und malerischer Dörfer. Die Stadt selbst besitzt schöne weiße Sandstrände.

### Sport
Bei Lido, einem kleinen Dorf außerhalb Vanimos, gibt es einen guten Surfstrand. Eine einheimische Surfkultur existiert praktisch nicht, auch wenn sporadisch vorsichtige Versuche unternommen werden, den Sport im Land zu etablieren.

## Wirtschaft und Infrastruktur

### Wirtschaft
Da der Tourismus noch in den Kinderschuhen steckt, ist der wichtigste Industriezweig die Holzindustrie. Sie wird von einem malaysischen Konzern beherrscht, der im Hinterland von Vanimo große Flächen kahl schlägt.

### Verkehr
Vanimo ist nicht über Land vom restlichen Papua-Neuguinea aus zu erreichen. Es verfügt jedoch über einen Regionalflughafen, Vanimo Airport (IATA: VAI, ICAO: AYVN), der von anderen Zentren (Lae, Madang, Port Moresby) aus angeflogen wird.
Weiterhin wird der Ort von Lutheran Shipping auf dem Seeweg angefahren. Außenbordmotorboote, sogenannte Dinghys, stellen Verbindung zur indonesischen Stadt Jayapura und anderen Küstensiedlungen her. Seit einigen Jahren existiert auch eine Straßenverbindung zur indonesischen Grenze.

### Öffentliche Einrichtungen
Als Hauptstadt der Provinz Sandaun verfügt die Stadt über verschiedene Verwaltungseinrichtungen, und wegen der Nähe zu Indonesien auch über ein indonesisches Konsulat. Sie ist weiterhin Sitz der römisch-katholischen Diözese des Bistums Vanimo (lateinisch Dioecesis Uanimitana).